# Liga de Honor sub-19 de España
La Liga de Honor sub-19 fue la máxima categoría de la liga de fútbol juvenil de España hasta la temporada 1995-96, fecha en la que tras una reestructuración de la Real Federación Española de Fútbol (RFEF) fue relevada por la actual División de Honor Juvenil. Fue inaugurada en la temporada 1986-87 sustituyendo a la Liga Nacional Juvenil, en aquel entonces máxima categoría, y actual segunda categoría juvenil española.
Bajo su primer nombre de Superliga Juvenil participaron en ella los dieciséis clubes juveniles cuyo primer equipo participaba en la Primera División de España, a saber: Fútbol Club Barcelona, Real Club Deportivo Español, Club de Fútbol Damm, Real Racing Club de Santander, Unión Deportiva Las Palmas, Levante Unión Deportiva, Sevilla Fútbol Club, Cádiz Club de Fútbol, Athletic Club, Real Betis Balompié, Real Murcia Club de Fútbol, Real Sociedad de Fútbol, Real Valladolid Club de Fútbol, Club Atlético Osasuna, Kelme Club de Fútbol y el Real Madrid Club de Fútbol, que fue el primer campeón.  
En la temporada 1990-91 la Superliga Juvenil fue renombrada como Liga de Honor Sub-19, permitiendo a los clubes la alineación de futbolistas de hasta esta edad, que hasta entonces estaba restringida a cuatro jugadores por plantilla.

## Sistema de competición
Inaugurada con dieciséis equipos en un formato de Liga, en la que los tres últimos clasificados descendían de categoría (a la Liga Nacional Juvenil). En su última edición fueron quince los participantes, mientras que únicamente el último clasificado descendía de categoría (en aquel entonces a la División de Honor Juvenil, pero tras la reestructuración, la Sociedad Deportiva Tenisca se mantuvo en la primera categoría —al desaparecer la Liga de Honor sub-19 en detrimento de la ya mencionada División de Honor—).
La competición se disputó anualmente, empezando a principios de septiembre y terminando en el mes de abril del siguiente año. Siguiendo un sistema de liga, los 16 equipos de cada grupo se enfrentan todos contra todos en dos ocasiones, en campo propio y contrario. El ganador de un partido obtenía dos puntos mientras que el perdedor no suma ninguno, y en caso de un empate entre dos equipos en un mismo partido, hay un punto para ambos.
Al término de la temporada (30 jornadas, 28 en su última edición) el equipo que más puntos suma en cada grupo se proclama campeón de liga.
Por su parte, los tres últimos clasificados eran descendidos a la segunda categoría siendo reemplazados por los ganadores de la promoción de ascenso de dicha categoría.

### La categoría juvenil
El reglamento de la Real Federación Española de Fútbol establece que la licencia de futbolista juvenil corresponde a los que cumplan diecisiete años a partir del 1 de enero de la temporada de que se trate, hasta la finalización de la temporada en que cumplan los diecinueve.

## Historia
La primera liga juvenil entre clubes de España fue creada por la Real Federación Española de Fútbol (RFEF) la temporada 1976-77, con el nombre de Liga Nacional Juvenil. Participaban, inicialmente, 96 equipos, repartidos por criterios de proximidad geográfica en ocho grupos, habiendo pues otros tantos campeones de liga. Una vez finalizada la liga, los mejores clasificados de cada grupo tomaban parte en el Campeonato de España Juvenil (actual Copa del Rey), competición creada en 1951 y que por entonces era el único torneo de ámbito nacional disputado por clubes juveniles en España.
La temporada 1986-87 la RFEF introdujo una nueva categoría superior a la Liga Nacional Juvenil, la llamada Superliga Juvenil, formada por un grupo único con los 16 mejores equipos juveniles del país, a imagen y semejanza de la Primera División del fútbol profesional. Los equipos juveniles fundacionales fueron: Fútbol Club Barcelona, Real Club Deportivo Español, Club de Fútbol Damm, Real Racing Club de Santander, Unión Deportiva Las Palmas, Levante Unión Deportiva, Sevilla Fútbol Club, Cádiz Club de Fútbol, Athletic Club, Real Betis Balompié, Real Murcia Club de Fútbol, Real Sociedad de Fútbol, Real Valladolid Club de Fútbol, Club Atlético Osasuna, Kelme Club de Fútbol y el Real Madrid Club de Fútbol, que fue el primer campeón. 
En la temporada 1990-91 la Superliga Juvenil fue renombrada como Liga de Honor Sub-19, permitiendo a los clubes la alineación de futbolistas de hasta esta edad, que hasta entonces estaba restringida a cuatro jugadores por plantilla. Al mismo tiempo, se creó una nueva categoría intermedia entre la Liga de Honor sub-19 y la Liga Nacional Juvenil, bautizada como División de Honor Juvenil y dividida en seis grupos territoriales.
Las exigencias económicas que suponía la disputa de la Liga de Honor sub-19 provocó, a mediados de los años 1990, a la retirada de varios de los principales clubes, como el Real Madrid C. F. o el R. C. D. Español. Ante esta situación, la temporada 1995-96 la Real Federación Española de Fútbol (RFEF) llevó a cabo una importante reestructuración: se eliminó la Liga sub-19, de modo que la División de Honor, que hasta entonces era la segunda división, se convirtió en la máxima categoría. Al estar la División de Honor dividida en seis grupos territoriales, se estableció que los campeones de cada liga disputasen una fase final en terreno neutral, bautizada como Copa de Campeones, para determinar al campeón nacional. Originalmente, la Copa de Campeones se disputaba en dos fases: una liguilla, con dos grupos de tres equipos cada uno, y una final entre los dos primeros clasificados de cada grupo.
La temporada 2006/07 la RFEF amplió la División de Honor de seis a siete grupos, creando un grupo propio para los clubes de la Comunidad Valenciana. De este modo, se amplió también la Copa de Campeones a siete participantes.
La temporada 2011/12 la RFEF llevó a cabo una nueva reestructuración de la Copa de Campeones: se amplió de siete a ocho el número de equipos participantes —dando cabida al subcampeón de la División de Honor con más puntos— y se modificó el formato de competición, reemplazando las liguillas por las eliminatorias directas.

### Sistema de ligas juveniles
|           | 1.ª categoría                  | 2.ª categoría                  | 3.ª categoría                       |
| --------- | ------------------------------ | ------------------------------ | ----------------------------------- |
| 1967-68   | C. Juveniles Primera Categoría | C. Juveniles Segunda Categoría | C. Juveniles Tercera Categoría      |
| 1968-76   | Primera División Juvenil       | Segunda División Juvenil       | Tercera División Juvenil            |
| 1976-86   | Liga Nacional Juvenil          | —                              | —                                   |
| 1986-90   | Superliga Juvenil              | Liga Nacional Juvenil          | —                                   |
| 1990-95   | Liga de Honor sub-19           | División de Honor Juvenil      | Liga Nacional Juvenil               |
| 1995-07   | División de Honor Juvenil      | Liga Nacional Juvenil          | —                                   |
| 2007-Act. | División de Honor Juvenil      | Liga Nacional Juvenil          | Primera División Autonómica Juvenil |

## Historial
La División de Honor fue inicialmente, y hasta la temporada 1994/95, la segunda categoría de la liga española de fútbol juvenil, por debajo de la Liga de Honor Sub-19 o Superliga Juvenil.
| Temporada | Campeón           | Subcampeón            |
| --------- | ----------------- | --------------------- |
| 1986-87   | Real Madrid C. F. | F. C. Barcelona       |
| 1987-88   | Real Madrid C. F. | F. C. Barcelona       |
| 1988-89   | Athletic Club     | Club Atlético Osasuna |
| 1989-90   | Real Madrid C. F. | Real Betis Balompié   |
| 1990-91   | Sevilla F. C.     | F. C. Barcelona       |
| 1991-92   | Athletic Club     | Real Madrid C. F.     |
| 1992-93   | Real Madrid C. F. | Real Valladolid C. F. |
| 1993-94   | F. C. Barcelona   | Valencia C. F.        |
| 1994-95   | Sevilla F. C.     | F. C. Barcelona       |

## Palmarés
En la siguiente tabla se muestran todos los clubes que han vencido alguna vez la competición ordenados por número de títulos conquistados, seguido del número de subcampeonatos, y si persiste la igualdad por antigüedad de su primer título o subcampeonato. 
| Equipo                         | Títulos | Subcampeonatos | Años de los campeonatos            |
| ------------------------------ | ------- | -------------- | ---------------------------------- |
| Real Madrid Club de Fútbol     | 4       | 1              | 1986-87, 1987-88, 1989-90, 1992-93 |
| Athletic Club                  | 2       | 0              | 1988-89, 1991-92                   |
| Sevilla Fútbol Club            | 2       | 0              | 1990-91, 1994-95                   |
| Fútbol Club Barcelona          | 1       | 4              | 1993-94                            |
| Club Atlético Osasuna          | -       | 1              |                                    |
| Real Betis Balompié            | -       | 1              |                                    |
| Real Valladolid Club de Fútbol | -       | 1              |                                    |
| Valencia Club de Fútbol        | -       | 1              |                                    |